# Bematistes umbra
Bematistes umbra is een vlinder uit de familie van de Nymphalidae. De wetenschappelijke naam van de soort is voor het eerst gepubliceerd in 1782 door Dru Drury.

## Verspreiding
De soort komt voor in de bossen van Gambia, Guinee-Bissau, Guinee, Sierra Leone, Liberia, Ivoorkust, Ghana, Togo, Benin, Nigeria en West-Kameroen.

## Waardplanten
De rups leeft op Adenia cisampelloides (Planch. ex Hook.) Harms (Passifloraceae).